# Sean Rooney
Sean Michael Rooney (Wheaton, 13 de novembro de 1982) é um jogador de voleibol dos Estados Unidos da América. Disputou os Jogos Olímpicos de 2008, em Pequim, onde a seleção estadunidense conquistou a medalha de ouro.

## Carreira
Rooney iniciou sua carreira na Wheaton Warrenville South High School, na sua cidade-natal, onde foi eleito o "jogador do ano" em 2001. Participou da liga nacional de voleibol de praia da AVP (Association of Volleyball Professionals) entre 2004 e 2006 onde alcançou um quinto lugar como melhor resultado. Em 2007 migrou para o voleibol de quadra e obteve a medalha de prata nos Jogos Pan-americanos do Rio de Janeiro, perdendo a final para o Brasil, mas conseguindo o maior aproveitamento de ataques da competição.
No ano seguinte esteve na equipe que conquistou o título inédito da Liga Mundial e a medalha de ouro nos Jogos Olímpicos de Pequim. Em 2009 foi eleito o melhor jogador do ano nos Estados Unidos, após boa performance no Campeonato da NORCECA e nas qualificatórias para o Campeonato Mundial de 2010.